# Tytsjerksteradiel
Tytsjerksteradiel là một độ thị ở tỉnh Friesland, Hà Lan. Đô thị này được đặt theo tên thị xã Tytsjerk, mà thị xã này lại lấy tên của một người tên Tiete. Tiete là con gái của Tryn, người mà vùng (Trynwâlden) được đặt tên theo. Các làng khác ở Trynwâlden cũng có tên theo con của Tryn: Oentsjerk (Oene), Gytsjerk (Giete), Readtsjerk (Reade), Aldtsjerk (Âlde), Ryptsjerk (Rype). Một bức tượng của Tryn và các con của bà được đặt ở Oentsjerk gần bên tuyến đường chính (Rengerswei). Tsjerk là từ Tây Frisia của nhà thờ. Cho đến năm 1989, tên chính thức của đô thị vẫn là Tietjerksteradeel (phát âmⓘ), tên theo tiếng Hà Lan; tên chính thức hiện tại theo tiếng Tây Frisia. Làng lớn nhất đô thị này là Burgum.

## Các trung tâm dân cư
| - Aldtsjerk (tiếng Hà Lan: Oudkerk) - Bartlehiem - Burgum (Bergum) - Earnewâld (Eernewoude) - Eastermar (Oostermeer) - Garyp (Garijp) - Gytsjerk (Giekerk) - Hurdegaryp (Hardegarijp) - Jistrum (Eestrum) | - Mûnein (Moleneind) - Noardburgum (Noordbergum) - Oentsjerk (Oenkerk) - Ryptsjerk (Rijperkerk) - Sumar (Suameer) - Suwâld (Suawoude) - Tytsjerk (Tietjerk) - Wyns (Wijns). |